# Боа Ешпорте Клубе
Боа Ешпорте Клубе (на португалски: Boa Esporte Clube или просто Боа) е бразилски футболен отбор от град Варжиня, щат Минас Жерайс. Състезава се в Бразилската Серия Б.

## Известни футболисти
- Ванжер
- Тасио
- Марселиньо Параиба
- Ненем